# Deutscher Sportclub Arminia Bielefeld 2010-2011
Questa voce raccoglie le informazioni riguardanti il  Deutscher Sportclub Arminia Bielefeld  nelle competizioni ufficiali della stagione calcistica 2010-2011.

## Stagione
Nella stagione 2010-2011 l'Arminia Bielefeld, allenato da Ewald Lienen, concluse il campionato di 2. Bundesliga al 18º posto. In Coppa di Germania l'Arminia Bielefeld fu eliminato al secondo turno dal Kaiserslautern.

## Rosa
| N. |                     | Ruolo | Calciatore          |
| -- | ------------------- | ----- | ------------------- |
| 22 | Germania (bandiera) | P     | Dennis Eilhoff      |
| 21 | Germania (bandiera) | P     | Niklas Hartmann     |
| 36 | Germania (bandiera) | P     | Stefan Ortega       |
| 33 | Germania (bandiera) | P     | Patrick Platins     |
| 32 | Germania (bandiera) | D     | Marcel Appiah       |
| 3  | Germania (bandiera) | D     | Markus Bollmann     |
| 16 | Germania (bandiera) | D     | Baldo Di Gregorio   |
| 27 | Germania (bandiera) | D     | Arne Feick          |
| 6  | Germania (bandiera) | D     | Nils Fischer        |
| 15 | Germania (bandiera) | D     | Sven Höveler        |
| 24 | Germania (bandiera) | D     | Christ Kasela Mbona |
| 4  | Germania (bandiera) | D     | Benjamin Lense      |
| 7  | Togo (bandiera)     | D     | Daré Nibombé        |
| 17 | Germania (bandiera) | D     | Maik Rodenberg      |
| 41 | Germania (bandiera) | D     | Carsten Rump        |
| 2  | Germania (bandiera) | D     | Markus Schuler      |
| 11 | Togo (bandiera)     | D     | Assimiou Touré      |
| 20 | Germania (bandiera) | C     | Alon Abelski        |
| 35 | Turchia (bandiera)  | C     | Ensar Baykan        |
| 13 | Germania (bandiera) | C     | Manuel Bölstler     |
| 19 | Germania (bandiera) | C     | Michael Delura      |

| N. |                               | Ruolo | Calciatore          |
| -- | ----------------------------- | ----- | ------------------- |
| 44 | Germania (bandiera)           | C     | Diego Demme         |
| 40 | Germania (bandiera)           | C     | Onel Hernández      |
| 49 | Bulgaria (bandiera)           | C     | Galin Ivanov        |
| 45 | Germania (bandiera)           | C     | Sandro Kaiser       |
| 5  | Germania (bandiera)           | C     | Rüdiger Kauf        |
| 30 | Scozia (bandiera)             | C     | Kevin Kerr          |
| 42 | Germania (bandiera)           | C     | Christian Müller    |
| 50 | Nigeria (bandiera)            | C     | Eke Uzoma           |
| 47 | Australia (bandiera)          | C     | Dario Vidošić       |
| 18 | Kosovo (bandiera)             | A     | Besart Berisha      |
| 48 | Paesi Bassi (bandiera)        | A     | Romano Denneboom    |
| 9  | Rep. Ceca (bandiera)          | A     | Pavel Fořt          |
| 29 | Costa d'Avorio (bandiera)     | A     | Franck Guela        |
| 23 | Germania (bandiera)           | A     | Sebastian Heidinger |
| 8  | Macedonia del Nord (bandiera) | A     | Orhan Mustafi       |
| 14 | Germania (bandiera)           | A     | Collin Quaner       |
| 25 | Francia (bandiera)            | A     | Morike Sako         |
| 28 | Venezuela (bandiera)          | A     | Christian Santos    |
| 34 | Germania (bandiera)           | A     | Marwin Studtrucker  |
| 46 | Croazia (bandiera)            | A     | Josip Tadić         |

## Organigramma societario
Area tecnica
- Allenatore: Ewald Lienen
- Allenatore in seconda: Mario Himsl, Abder Ramdane, Ralf Santelli
- Preparatore dei portieri: Thomas Schlieck
- Preparatori atletici:

## Risultati

### 2. Bundesliga

#### Girone di andata
| Arbitro: | Schmidt |

|                         |           |             |
| Gjasula 11’ Cidimar 23’ | Marcatori | 71’ Fischer |

| Arbitro: | Winkmann |

|                  |           |                        |
| Guela 69’ (rig.) | Marcatori | 42’ Petersen 45’ Kurth |

| Arbitro: | Perl |

|                         |           |              |
| Friend 5’, 79’ Ramos 7’ | Marcatori | 90’ Neuville |

| Arbitro: | Seemann |

|               |           |  |
| Heidinger 65’ | Marcatori |  |

| Arbitro: | Stark |

|                                   |           |              |
| Freier 19’ Dabrowski 40’ Jong 62’ | Marcatori | 29’ Neuville |

| Arbitro: | Bandurski |

|  |           |                   |
|  | Marcatori | 87’ (rig.) Paulus |

| Arbitro: | Sippel |

|                             |           |               |
| Kapllani 3’, 88’ Wemmer 69’ | Marcatori | 70’ Heidinger |

| Arbitro: | Welz |

|           |           |                                |
| Feick 51’ | Marcatori | 5’ Yılmaz 9’ Baljak 15’ Soares |

| Monaco di Baviera 23 ottobre 2010, ore 13:00 CEST 9ª giornata | Monaco 1860 | 0 – 0 referto | Arminia Bielefeld | Allianz Arena (20 000 spett.)\| Arbitro: \| Willenborg \| |
| Arbitro:                                                      | Willenborg  |               |                   |                                                           |

| Arbitro: | Kempter |

|             |           |                         |
| Berisha 63’ | Marcatori | 61’ Peitz 73’ Benyamina |

| Arbitro: | Zwayer |

|                          |           |  |
| Hain 41’, 54’ Rafael 73’ | Marcatori |  |

| Arbitro: | Drees |

|                                       |           |           |
| Nickenig 45’ (aut.) Hansen 88’ (aut.) | Marcatori | 35’ Adler |

| Arbitro: | Steinhaus |

|                                |           |  |
| Petersch 2’ Luz 23’ Lamidi 85’ | Marcatori |  |

| Arbitro: | Leicher |

|  |           |                 |
|  | Marcatori | 14’, 16’ Bröker |

| Arbitro: | Bandurski |

|                 |           |                                    |
| Di Gregorio 63’ | Marcatori | 10’ Prib 52’, 79’ Haas 88’ Sararer |

| Arbitro: | Thielert |

|               |           |  |
| Staffeldt 27’ | Marcatori |  |

| Arbitro: | Stieler |

|               |           |                         |
| Heidinger 52’ | Marcatori | 4’, 90’ Auer 86’ Arslan |

#### Girone di ritorno
| Arbitro: | Willenborg |

|                 |           |                    |
| Di Gregorio 78’ | Marcatori | 53’ (rig.) Gjasula |

| Arbitro: | Schößling |

|                                       |           |              |
| Kruska 12’ (rig.) Petersen 79’ (rig.) | Marcatori | 62’ Bollmann |

| Arbitro: | Hartmann |

|           |           |                            |
| Tadić 85’ | Marcatori | 18’ Ronny 39’, 76’ Raffael |

| Arbitro: | Metzen |

|             |           |  |
| Buchner 42’ | Marcatori |  |

| Arbitro: | Christ |

|                       |           |                |
| Quaner 35’ Appiah 89’ | Marcatori | 14’, 73’ Aydin |

| Arbitro: | Ittrich |

|                                    |           |  |
| Paulus 2’ Hensel 17’ Klingbeil 67’ | Marcatori |  |

| Arbitro: | Schmidt |

|          |           |           |
| Tadić 5’ | Marcatori | 88’ Klotz |

| Arbitro: | Leicher |

|            |           |                         |
| Baljak 55’ | Marcatori | 31’ Tadić 87’ Heidinger |

| Arbitro: | Wingenbach |

|  |           |                                      |
|  | Marcatori | 13’ Schindler 63’ Aigner 83’ Volland |

| Arbitro: | Thielert |

|                         |           |                     |
| Savran 14’ Mosquera 58’ | Marcatori | 4’ Müller 22’ Tadić |

| Arbitro: | Winkmann |

|  |           |                         |
|  | Marcatori | 59’ Hain 80’ Sinkiewicz |

| Osnabrück 8 aprile 2011, ore 18:00 CEST 29ª giornata | Osnabrück | 0 – 0 referto | Arminia Bielefeld | Osnatel Arena (16 200 spett.)\| Arbitro: \| Bandurski \| |
| Arbitro:                                             | Bandurski |               |                   |                                                          |

| Arbitro: | Thielert |

|                                             |           |                                         |
| Heidinger 50’ Reichert 56’ (aut.) Tadić 90’ | Marcatori | 12’ Terranova 55’ König 58’ (rig.) Kaya |

| Arbitro: | Schriever |

|                         |           |  |
| Rösler 41’ Lambertz 69’ | Marcatori |  |

| Arbitro: | Kampka |

|            |           |  |
| Müller 43’ | Marcatori |  |

| Arbitro: | Metzen |

|                         |           |          |
| Berisha 27’ Vidošić 74’ | Marcatori | 89’ Rupp |

| Arbitro: | Willenborg |

|          |           |            |
| Auer 33’ | Marcatori | 72’ Müller |

### Coppa di Germania
| Arbitro: | Kampka |

|                                                  |                      |                                           |
| Bollmann 60’ (aut.)                              | Marcatori            | 31’ Abelski                               |
| Jarosch Formento Haller Zellner Schlauderer Buch | Tiri di rigore 5 – 6 | Kerr Bölstler Bollmann Kauf Guela Schuler |

| Arbitro: | Hartmann |

|                     |           |  |
| Lakić 11’, 42’, 48’ | Marcatori |  |

## Statistiche

### Statistiche di squadra
| Competizione      | Punti | In casa | In casa | In casa | In casa | In casa | In casa | In trasferta | In trasferta | In trasferta | In trasferta | In trasferta | In trasferta | Totale | Totale | Totale | Totale | Totale | Totale | DR  |
| Competizione      | Punti | G       | V       | N       | P       | Gf      | Gs      | G            | V            | N            | P            | Gf           | Gs           | G      | V      | N      | P      | Gf     | Gs     | DR  |
| ----------------- | ----- | ------- | ------- | ------- | ------- | ------- | ------- | ------------ | ------------ | ------------ | ------------ | ------------ | ------------ | ------ | ------ | ------ | ------ | ------ | ------ | --- |
| 2. Bundesliga     | 20    | 17      | 3       | 4       | 10      | 18      | 34      | 17           | 1            | 4            | 12           | 10           | 31           | 34     | 4      | 8      | 22     | 28     | 65     | -37 |
| Coppa di Germania | -     | 0       | 0       | 0       | 0       | 0       | 0       | 2            | 0            | 1            | 1            | 1            | 4            | 2      | 0      | 1      | 1      | 1      | 4      | -3  |
| Totale            | -     | 17      | 3       | 4       | 10      | 18      | 34      | 19           | 1            | 5            | 13           | 11           | 35           | 36     | 4      | 9      | 23     | 29     | 69     | -40 |

### Andamento in campionato
| Giornata  | 1  | 2  | 3  | 4  | 5  | 6  | 7  | 8  | 9  | 10 | 11 | 12 | 13 | 14 | 15 | 16 | 17 | 18 | 19 | 20 | 21 | 22 | 23 | 24 | 25 | 26 | 27 | 28 | 29 | 30 | 31 | 32 | 33 | 34 |
| --------- | -- | -- | -- | -- | -- | -- | -- | -- | -- | -- | -- | -- | -- | -- | -- | -- | -- | -- | -- | -- | -- | -- | -- | -- | -- | -- | -- | -- | -- | -- | -- | -- | -- | -- |
| Luogo     | T  | C  | T  | C  | T  | C  | T  | C  | T  | C  | T  | C  | T  | C  | C  | T  | C  | C  | T  | C  | T  | C  | T  | C  | T  | C  | T  | C  | T  | C  | T  | T  | C  | T  |
| Risultato | P  | P  | P  | V  | P  | P  | P  | P  | N  | P  | P  | V  | P  | P  | P  | P  | P  | N  | P  | P  | P  | N  | P  | N  | V  | P  | N  | P  | N  | N  | P  | P  | V  | N  |
| Posizione | 18 | 18 | 18 | 16 | 17 | 17 | 18 | 18 | 18 | 18 | 18 | 18 | 18 | 18 | 18 | 18 | 18 | 18 | 18 | 18 | 18 | 18 | 18 | 18 | 18 | 18 | 18 | 18 | 18 | 18 | 18 | 18 | 18 | 18 |

Legenda:

Luogo: C = Casa; T = Trasferta. Risultato: V = Vittoria; N = Pareggio; P = Sconfitta.

### Statistiche dei giocatori
| Giocatore      | 2. Bundesliga | 2. Bundesliga | 2. Bundesliga | 2. Bundesliga | Coppa di Germania | Coppa di Germania | Coppa di Germania | Coppa di Germania | Totale   | Totale | Totale      | Totale     |
| Giocatore      | Presenze      | Reti          | Ammonizioni   | Espulsioni    | Presenze          | Reti              | Ammonizioni       | Espulsioni        | Presenze | Reti   | Ammonizioni | Espulsioni |
| -------------- | ------------- | ------------- | ------------- | ------------- | ----------------- | ----------------- | ----------------- | ----------------- | -------- | ------ | ----------- | ---------- |
| D. Eilhoff     | 28            | 0             | 3             | 0             | 2                 | 0                 | 0                 | 0                 | 30       | 0      | 3           | 0          |
| N. Hartmann    | -             | -             | -             | -             | -                 | -                 | -                 | -                 | -        | -      | -           | -          |
| S. Ortega      | -             | -             | -             | -             | -                 | -                 | -                 | -                 | -        | -      | -           | -          |
| P. Platins     | 6             | 0             | 0             | 0             | -                 | -                 | -                 | -                 | 6        | 0      | 0           | 0          |
| M. Appiah      | 18            | 1             | 0             | 0             | -                 | -                 | -                 | -                 | 18       | 1      | 0           | 0          |
| M. Bollmann    | 21            | 1             | 9             | 2             | 1                 | 0                 | 0                 | 0                 | 22       | 1      | 9           | 2          |
| B. Di Gregorio | 21            | 2             | 3             | 0             | 1                 | 0                 | 0                 | 0                 | 22       | 2      | 3           | 0          |
| A. Feick       | 23            | 1             | 7             | 0             | 1                 | 0                 | 0                 | 0                 | 24       | 1      | 7           | 0          |
| N. Fischer     | 14            | 1             | 5             | 0             | 2                 | 0                 | 0                 | 0                 | 16       | 1      | 5           | 0          |
| S. Höveler     | -             | -             | -             | -             | -                 | -                 | -                 | -                 | -        | -      | -           | -          |
| C. Mbona       | 2             | 0             | 0             | 0             | -                 | -                 | -                 | -                 | 2        | 0      | 0           | 0          |
| B. Lense       | 2             | 0             | 0             | 0             | 1                 | 0                 | 0                 | 0                 | 3        | 0      | 0           | 0          |
| D. Nibombé     | 3             | 0             | 1             | 0             | -                 | -                 | -                 | -                 | 3        | 0      | 1           | 0          |
| M. Rodenberg   | -             | -             | -             | -             | -                 | -                 | -                 | -                 | -        | -      | -           | -          |
| C. Rump        | 1             | 0             | 0             | 0             | -                 | -                 | -                 | -                 | 1        | 0      | 0           | 0          |
| M. Schuler     | 29            | 0             | 8             | 0             | 2                 | 0                 | 0                 | 0                 | 31       | 0      | 8           | 0          |
| A. Touré       | 10            | 0             | 1             | 0             | -                 | -                 | -                 | -                 | 10       | 0      | 1           | 0          |
| A. Abelski     | 15            | 0             | 2             | 0             | 2                 | 1                 | 0                 | 0                 | 17       | 1      | 2           | 0          |
| E. Baykan      | 7             | 0             | 0             | 0             | -                 | -                 | -                 | -                 | 7        | 0      | 0           | 0          |
| M. Bölstler    | 12            | 0             | 1             | 0             | 2                 | 0                 | 1                 | 0                 | 14       | 0      | 2           | 0          |
| M. Delura      | 1             | 0             | 0             | 0             | -                 | -                 | -                 | -                 | 1        | 0      | 0           | 0          |
| D. Demme       | 10            | 0             | 4             | 0             | -                 | -                 | -                 | -                 | 10       | 0      | 4           | 0          |
| O. Hernández   | 10            | 0             | 2             | 0             | -                 | -                 | -                 | -                 | 10       | 0      | 2           | 0          |
| G. Ivanov      | 8             | 0             | 1             | 0             | -                 | -                 | -                 | -                 | 8        | 0      | 1           | 0          |
| S. Kaiser      | 15            | 0             | 4             | 0             | -                 | -                 | -                 | -                 | 15       | 0      | 4           | 0          |
| R. Kauf        | 12            | 0             | 5             | 0             | 1                 | 0                 | 0                 | 0                 | 13       | 0      | 5           | 0          |
| K. Kerr        | 9             | 0             | 1             | 0             | 2                 | 0                 | 0                 | 0                 | 11       | 0      | 1           | 0          |
| C. Müller      | 20            | 2             | 3             | 0             | -                 | -                 | -                 | -                 | 20       | 2      | 3           | 0          |
| E. Uzoma       | 10            | 0             | 2             | 0             | -                 | -                 | -                 | -                 | 10       | 0      | 2           | 0          |
| D. Vidošić     | 15            | 1             | 1             | 0             | -                 | -                 | -                 | -                 | 15       | 1      | 1           | 0          |
| B. Berisha     | 18            | 2             | 2             | 0             | 1                 | 0                 | 1                 | 0                 | 19       | 2      | 3           | 0          |
| R. Denneboom   | 8             | 0             | 2             | 0             | -                 | -                 | -                 | -                 | 8        | 0      | 2           | 0          |
| P. Fořt        | 3             | 0             | 0             | 0             | -                 | -                 | -                 | -                 | 3        | 0      | 0           | 0          |
| F. Guela       | 20            | 1             | 5             | 1             | 2                 | 0                 | 1                 | 0                 | 22       | 1      | 6           | 1          |
| S. Heidinger   | 22            | 5             | 7             | 1             | 2                 | 0                 | 0                 | 0                 | 24       | 5      | 7           | 1          |
| O. Mustafi     | 12            | 0             | 0             | 0             | -                 | -                 | -                 | -                 | 12       | 0      | 0           | 0          |
| C. Quaner      | 18            | 1             | 2             | 0             | 2                 | 0                 | 0                 | 0                 | 20       | 1      | 2           | 0          |
| M. Sako        | 10            | 0             | 1             | 1             | 1                 | 0                 | 0                 | 0                 | 11       | 0      | 1           | 1          |
| C. Santos      | -             | -             | -             | -             | -                 | -                 | -                 | -                 | -        | -      | -           | -          |
| M. Studtrucker | 3             | 0             | 1             | 0             | 1                 | 0                 | 0                 | 0                 | 4        | 0      | 1           | 0          |
| J. Tadić       | 14            | 5             | 2             | 0             | -                 | -                 | -                 | -                 | 14       | 5      | 2           | 0          |
| R. Fernández   | 1             | 0             | 0             | 0             | -                 | -                 | -                 | -                 | 1        | 0      | 0           | 0          |
| O. Neuville    | 12            | 2             | 1             | 0             | 1                 | 0                 | 0                 | 0                 | 13       | 2      | 1           | 0          |
| K. Schöneberg  | 9             | 0             | 2             | 0             | 1                 | 0                 | 0                 | 0                 | 10       | 0      | 2           | 0          |